# Richard Widmark

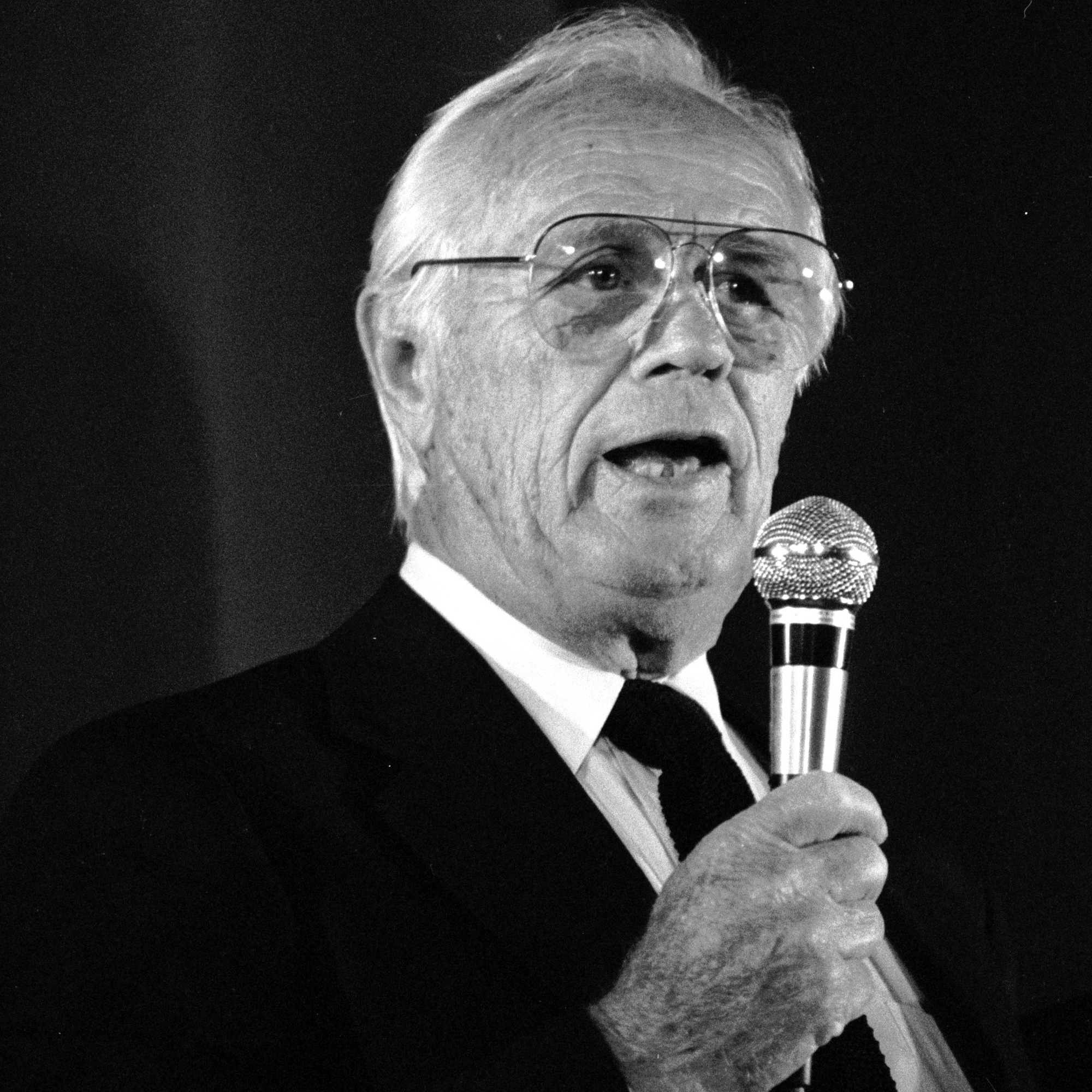
Richard Widmark (1991)

Richard Widmark (* 26. Dezember 1914 in Sunrise Township, Chisago County, Minnesota; † 24. März 2008 in Roxbury, Connecticut) war ein US-amerikanischer Schauspieler. Im Laufe seiner mehrere Jahrzehnte umfassenden Karriere wirkte er in über 75 Filmen mit.

## Leben
Richard Widmark wurde als Sohn des schwedischen Einwanderers und Handelsvertreters Carl Henry Widmark und dessen Frau Ethel Mae Barr im Sunrise Township (Chisago County) geboren. Die Familie zog bald nach Sioux Falls um. Widmark konnte bereits lesen, bevor er zur Schule ging, und studierte nach seinem Schulabschluss Jura, um Rechtsanwalt zu werden. Er begeisterte sich schon früh auch für die Schauspielerei. 1938 zog Widmark mit seiner späteren Ehefrau Jean Hazlewood, einer Drehbuchautorin, die er als Kollegin in Lake Forrest kennengelernt hatte, nach New York und heiratete sie am 5. April 1942. 1945 wurde ihr einziges Kind, Anne Heath Widmark, geboren.
Im Jahr 1943 debütierte Widmark am Broadway in George Abbotts Theaterproduktion Kiss and Tell. Widmark arbeitete zehn Jahre lang als Sprecher für Radiosendungen, bevor er 1947 in Henry Hathaways Der Todeskuß als Filmschauspieler debütierte. Er spielte einen Verbrecher, der in der berühmtesten Szene des Films eine Querschnittgelähmte in ihrem Rollstuhl kaltherzig die Treppe hinabstößt. Der Film-Noir-Thriller war an den Kinokassen und bei den Kritikern ein großer Erfolg und machte den Schauspieler schlagartig bekannt. Er wurde mit dem erstmals vergebenen Golden Globe Award als Bester Nachwuchsdarsteller ausgezeichnet und für einen Oscar nominiert. Bei der 20th Century Fox erhielt Widmark einen Siebenjahresvertrag.
Nach seinem erfolgreichen Debüt war Widmark zunächst jahrelang auf die Rolle des Bösewichts festgelegt. Erst in den 1950er-Jahren gelang es dem Schauspieler, von diesem Klischee wegzukommen und sich als vielseitiger Hauptdarsteller in allen Genres zu etablieren. Er erarbeitete sich ein breites Rollenspektrum und trat unter anderem in Kriegsfilmen (Froschmänner, 1951) oder Abenteuerfilmen (Durch die gelbe Hölle, 1952) auf. Besondere Popularität erlangte Widmark in zahlreichen Westernfilmen der 1950er und 1960er Jahre (Die gebrochene Lanze, 1954, Warlock, 1959, Alamo, 1960, Zwei ritten zusammen, 1961, Cheyenne, 1964, Alvarez Kelly, 1966).
Widmark avancierte im Lauf der Jahre zu einem gefragten Charakterdarsteller, der auch in dramatischen Filmen wie Urteil von Nürnberg (1961) auftrat, in dem er als Ankläger von Nazi-Verbrechern zu sehen war. Er spielte in Polizeifilmen (Polizei greift ein, 1953, Nur noch 72 Stunden, 1968) Katastrophenfilmen (Achterbahn, 1977) und Thrillern (Das Ultimatum, 1977, Die Bäreninsel in der Hölle der Arktis, 1979). Obwohl er in der Regel positiv besetzte Figuren darstellte, war Widmark auch immer wieder als Bösewicht zu sehen. In der starbesetzten Agatha-Christie-Verfilmung Mord im Orient-Expreß (1974) agierte er als skrupelloser Kindesentführer, im Medizin-Thriller Coma (1978) als mörderischer Arzt.
Richard Widmark zählte gut drei Jahrzehnte lang zu den gefragtesten Schauspielern in Hollywood und spielte bis in die späten 1970er-Jahre in zahlreichen Kinohits. Ab den 1980er-Jahren wurde es altersbedingt etwas ruhiger um den Schauspieler. 1987 war er in Volker Schlöndorffs Film Ein Aufstand alter Männer (nach dem Roman A Gathering of Old Men von Ernest J. Gaines) zu sehen. 1991 stand Richard Widmark in dem Politthriller Der Preis der Macht zum letzten Mal vor der Filmkamera.
Widmark verbrachte seinen Lebensabend zurückgezogen auf seiner Farm in Connecticut. An Hollywoods Glanz- und Glamourwelt war der erklärte Pferdenarr zeitlebens wenig interessiert. Widmarks Frau Jean starb 1997 nach 55 Ehejahren an den Folgen einer Alzheimer-Erkrankung. Nach ihrem Tod ehelichte er im September 1999 Susan Blanchard, die zuvor mit Henry Fonda verheiratet gewesen war. Richard Widmark starb nach langer schwerer Krankheit im März 2008 auf seinem Landsitz in Roxbury, Connecticut. Er wurde 93 Jahre alt.
Obwohl Widmark seine Karriere zu einem großen Teil der Darstellung gewalttätiger Figuren verdankt, verabscheute er Waffen und sprach sich gegen ein liberales Waffenrecht in den USA aus.
Im Jahr 1956 zierte Widmark zusammen mit Marilyn Monroe den Titel der deutschen Erstausgabe der Bravo. Synchronstimmen von Widmark waren u. a. Arnold Marquis, Heinz Drache  und Ernst Wilhelm Borchert.

## Filmografie
- 1947: Der Todeskuß (Kiss of Death)
- 1948: Straße ohne Namen (The Street with No Name)
- 1948: Nachtclub-Lilly (Road House)
- 1948: Herrin der toten Stadt (Yellow Sky)
- 1949: Seemannslos (Down to the Sea in Ships)
- 1949: Sturmflug (Slattery’s Hurricane)
- 1950: Unter Geheimbefehl (Panic in the Streets)
- 1950: Die Ratte von Soho (Night and the City)
- 1950: Der Haß ist blind (No Way Out)
- 1951: Okinawa (Halls of Montezuma)
- 1951: Froschmänner (The Frogmen)
- 1952: Die Feuerspringer von Montana (Red Skies of Montana)
- 1952: Versuchung auf 809 (Don’t Bother to Knock)
- 1952: Fünf Perlen (O. Henry’s Full House)
- 1952: My Pal Gus
- 1952: Durch die gelbe Hölle (Destination Gobi)
- 1953: Sprung auf, marsch, marsch! (Take the High Ground!)
- 1953: Polizei greift ein (Pickup on South Street)
- 1954: Inferno (Hell and High Water)
- 1955: Kennwort: Berlin-Tempelhof (A Prize of Gold)
- 1954: Die gebrochene Lanze (Broken Lance)
- 1954: Der Garten des Bösen (Garden Of Evil)
- 1955: Die Verlorenen (The Cobweb)
- 1956: Das Geheimnis der fünf Gräber (Backlash)
- 1956: Der Sonne entgegen (Run for the Sun)
- 1956: Der letzte Wagen (The Last Wagon)
- 1957: Die heilige Johanna (Saint Joan)
- 1957: Wenn Männer zerbrechen (Time Limit)
- 1957: Der Schatz der Gehenkten (The Law and Jake Wade)
- 1958: Babys auf Bestellung (The Tunnel of Love)
- 1959: Die Falle von Tula (The Trap)
- 1959: Warlock
- 1960: Alamo (The Alamo)
- 1961: Geheime Wege (The Secret Ways) (& Produktion)
- 1961: Zwei ritten zusammen (Two Rode Together)
- 1961: Urteil von Nürnberg (Judgment at Nuremberg)
- 1962: Das war der Wilde Westen (How the West Was Won)
- 1964: Raubzug der Wikinger (The Long Ships)
- 1964: Wir warten in Ashiya (Flight from Ashiya)
- 1964: Cheyenne (Cheyenne Autumn)
- 1965: Zwischenfall im Atlantik (The Bedford Incident)
- 1966: Alvarez Kelly
- 1967: Der Weg nach Westen (The Way West)
- 1968: Nur noch 72 Stunden (Madigan)
- 1969: A Talent for Loving
- 1969: Frank Patch – Deine Stunden sind gezählt (Death of a Gunfighter)
- 1970: Whisky brutal (The Moonshine War)
- 1972: Wenn die Legenden sterben (When the Legends Die)
- 1974: Mord im Orient-Expreß (Murder on the Orient Express)
- 1975: Der letzte Ritt der Daltons (The Last Day)
- 1976: Die Braut des Satans (To the Devil a Daughter)
- 1976: Von allen Hunden gehetzt (The Sell-Out)
- 1977: Das Ultimatum (Twilight’s Last Gleaming)
- 1977: Das Domino Komplott (The Domino Principle)
- 1977: Achterbahn (Rollercoaster)
- 1977: Coma
- 1978: Der tödliche Schwarm (The Swarm)
- 1979: Die Bäreninsel in der Hölle der Arktis (Bear Island)
- 1980: Walmord – Alternativ-Titel: Eine tödliche Falle (A Whale for the Killing)
- 1982: National Lampoon’s Movie Madness
- 1982: Der Geisterflieger Hanky Panky (Hanky Panky)
- 1982: Das Kommando (Who Dares Wins)
- 1984: Gegen jede Chance (Against All Odds)
- 1985: Blackout – Bestie in Schwarz (Blackout)
- 1987: Ein Aufstand alter Männer (A Gathering of Old Men)
- 1988: Die glorreichen Neun ( Texas Guns)
- 1991: Der Preis der Macht (True Colors)
- 1992: Lincoln – Ward Hill Lamon (Dokumentarfilm, Stimme)
- 1996: Wild Bill: Hollywood Maverick (Dokumentarfilm)
- 2001: Dobe and a Company of Heroes (Dokumentarfilm)

## Fernsehen
- 1971: Vanished, Regie: Buzz Kulik
- 1972/73: Madigan, 6-teilige Serie; Regie: Alex March u. Boris Sagal; dt. Sergeant Madigan, 1975
- 1973: Brock’s Last Case, Regie: David Lowell Rich; dt. Brocks letzter Fall, 1987
- 1974: Benjamin Franklin, 4-teiliger Fernsehfilm, Regie: Glenn Jordan. Widmark spielt den Rebellen Franklin in den Wirren der amerikanischen Revolution.
- 1975: The Last Day, Regie: Vincent McEveety; dt. Der letzte Ritt der Daltons, 1980
- 1979: Mr. Horn, Regie: Jack Starrett; dt. Scouts, 1989 / Österreich: Mister Horn – Sein Weg zum Galgen, 1992 (nur Video)
- 1980: All God’s Children, Regie: Jerry Thorpe; dt. Wir sind alle Gottes Kinder, 1986
- 1981: A Whale for the Killing, Regie: Richard T. Heffron; dt. Der Fremde und der Wal, 1983
- 1985: Blackout, Regie: Douglas Hickox; dt. Blackout – Bestie in schwarz
- 1988: Once Upon a Texas Train, Regie: Burt Kennedy; dt. Die glorreichen Neun, 1993
- 1989: Cold Sassy Tree, Regie: Joan Tewkesbury; dt. Skandal in Cold Sassy, 1994
- 1992: Lincoln, Dokumentarfilm von Peter W. Kunhardt. Widmark spricht die Rolle von Ward Hill Lamon, dem Freund und Bodyguard von Abraham Lincoln.

## Auszeichnungen
Im Jahr 1948 gewann er einen Golden Globe als bester Nachwuchsdarsteller. Im Jahr 2005 erhielt er den Career Achievement Award der Los Angeles Film Critics Association für sein Lebenswerk; außerdem wurde er mit einem Stern auf dem Hollywood Walk of Fame geehrt.